# Hastínfilo de Moura
Hastínfilo de Moura (Itapecuru Mirim, 22 de dezembro de 1865 — Rio de Janeiro, 25 de junho de 1956) foi um marechal brasileiro, comandante da 2ª Região Militar do exército durante a Revolução de 1930, foi governador em São Paulo nomeado pela junta governativa provisória após a Revolução, chefiou o estado por quatro dias

## Carreira
Entre 27 de novembro de 1922 e 15 de janeiro de 1923, comandou a Artilharia Divisionária da 1ª Divisão de Exército, no Rio de Janeiro.
No período de 2 de julho de 1927 a 25 de outubro de 1930, comandou a 2ª Região Militar, em São Paulo.
Governou o estado de São Paulo de 24 a 28 de outubro de 1930, logo após a revolução de 1930.